# Étoile sportive de Ben Aknoun
Maillots
Actualités
L'Étoile Sportive de Ben Aknoun (en arabe : النجم الرياضي لبن عكنون), plus couramment abrégé en ES Ben Aknoun ou encore en ESBA, est un club algérien de football fondé en 1935 et basé dans la ville de Ben Aknoun, dans la banlieue ouest Algéroise.

## Histoire

### Championnat national
Le club a évolué en D2 algérienne durant la saison 1962-63, sans réussir à se maintenir en fin de saison. Depuis l'ESBA galérait dans les divisions inférieurs du football algérien. 
Lors de la saison 1987-88, l'ES Ben Aknoun, nommé à l'époque le NRB Ben Aknoun réussit à revenir en D2 algérienne mais sans tarder car il la quittera enfin de saison. 
A l'issue de la saison 1997-98, l'ESBA revient encore en D2 et passe une saison (1998-99), où à la suite de sa 11e place réussit à éviter de justesse la double relégation de palier et revient à la Régional (D3). 
En 2020, le club ré-accède en Ligue 2 amateur.
Le 2 juin 2023, le club obtient la montée en Ligue 1 Pro pour la première fois de son histoire après une victoire décisif (1-0) face à l'ES Mostaganem.
La première saison de l'ESBA en élite ne fut pas à la hauteur des attentes de ses supporters malgré le renforcement du club avec des joueurs expérimentés et un parcours honorable, le rêve de la petite équipe de la banlieue algéroise finit et l'ESBA rétrograde en D2 algérienne.

### Coupe d'Algérie
En Coupe d'Algérie, le club participe régulièrement à cette compétition dont il a eu à réaliser quelques exploits dans son parcours en coupe :
- Accession en seizièmes de finale puis défait face au WA Tlemcen (1-0 ap) en 1998-1999 après avoir éliminé l'ASC Bordj Bou Arreridj au tour précédent.
- Accession en quarts de finale puis défait face à l'ES Sétif (4-1) en 2008-09 après avoir éliminé successivement le JLC Douéra, l'ASC Eucalyptus, le CRB Aïn Sefra, la JSM Skikda et l'USM Sétif aux tours précédents.
- Accession en seizièmes de finale puis défait face à l'IR Bir Mourad Raïs (2-1) en 2011-12 après avoir éliminé le JS Hai Djebel et la JSM Tiaret aux tours précédents.
- Accession en seizièmes de finale puis défait face au NC Magra (1-0 ap) en 2013-14 après avoir éliminé le NARB Réghaïa et le WA Ramdane Djamel aux tours précédents.
- Accession en trente-deuxièmes de finale puis défait face à la JS Kabylie (1-0) en 2017-18 après avoir éliminé la JSM Béjaïa et la JS Azazga aux tours précédents.

## Parcours dans les compétitions nationales

### Classement en championnat d'Algérie par saison
- 1962-63 : D2, Critérium Régional Centre, ?e
- 1963-64 : D?, Gr Centre ?e
- 1964-65 : D?, Gr Centre ?e
- 1965-66 : D?, Gr Centre ?e
- 1966-67 : D?, Gr Centre ?e
- 1967-68 : D?, Gr Centre ?e
- 1968-69 : D?, Gr Centre ?e
- 1969-70 : D?, Gr Centre ?e
- 1970-71 : D?, Gr Centre ?e
- 1971-72 : D?, Gr Centre ?e
- 1972-73 : D?, Gr Centre ?e
- 1973-74 : D?, Gr Centre ?e
- 1974-75 : D?, Gr Centre ?e
- 1975-76 : D?, Gr Centre ?e
- 1976-77 : D?, Gr Centre ?e
- 1977-78 : D?, Gr Centre ?e
- 1978-79 : D?, Gr Centre ?e
- 1979-80 : D?, Gr Centre ?e
- 1980-81 : D?, Gr Centre ?e
- 1981-82 : D?, Gr Centre ?e
- 1982-83 : D?, Gr Centre ?e
- 1983-84 : D?, Gr Centre ?e
- 1984-85 : D?, Gr Centre ?e
- 1985-86 : D?, Gr Centre ?e
- 1986-87 : D3, Division d'honneur Centre, Gr A 1re
- 1987-88 : D2, Régional Centre 13e
- 1988-89 : D3, Régional Centre 13e
- 1989-90 : D4, Division d'honneur Centre, Gr ?e
- 1990-91 : D4, Division d'honneur Centre, Gr ?e
- 1991-92 : D?, Gr Centre ?e
- 1992-93 : D?, Gr Centre ?e
- 1993-94 : D3, Régional Centre ?e
- 1994-95 : D4, Division d'honneur Centre, Gr B ?e
- 1995-96 : D?, Gr Centre ?e
- 1996-97 : D?, Gr Centre ?e
- 1997-98 : D3, Régional Centre ?e
- 1998-99 : D2, Gr Centre 11e
- 1999-00 : D3, 2e Division Centre ?e
- 2000-01 : D3, 2e Division Centre ?e
- 2001-02 : D3, 2e Division Centre ?e
- 2002-03 : D3, Régionale 1 Centre ?e
- 2003-04 : D3, Régionale 1 Alger 16e
- 2004-05 : D5, Régionale 2 Alger Gr B
- 2005-06 : D5, Régionale 2 Alger Gr B
- 2006-07 : D5, Régionale 2 Alger Gr A, 2e
- 2007-08 : D5, Régionale 2 Alger Gr A
- 2008-09 : D5, Régionale 2 Alger Gr C
- 2009-10 : D5, Régionale 2 Alger Gr C [3]
- 2010-11 : D6, Régionale 2 Alger Gr B, 1er
- 2011-12 : D5, Régionale 1 Alger, 2e
- 2012-13 : D5, Régionale 1 Alger, 6e
- 2013-14 : D5, Régionale 1 Alger, 4e
- 2014-15 : D5, Régionale 1 Alger, 1er
- 2015-16 : D4, Gr Centre-Est, 2e
- 2016-17 : D4, Gr Centre-Est, 1er
- 2017-18 : D3, Gr Centre, 4e
- 2018-19 : D3, Gr Centre, 2e
- 2019-20 : D3, Gr Centre, 3e
- 2020-21 : D2, Gr Centre, 6e
- 2021-22 : D2, Gr Centre-Ouest, 4e
- 2022-23 : D2, Gr Centre-Ouest, 1re
- 2023-24 : Ligue 1, 15e
- 2024-25 : D2, Gr Centre-Ouest

### Parcours de l'ESBA en Coupe d'Algérie
| Saison  | Tour        | Matchs              | Résultats |
| ------- | ----------- | ------------------- | --------- |
| 1962-63 | ?           | ?                   | ?         |
| 1963-64 | ?           | ?                   | ?         |
| 1964-65 | ?           | ?                   | ?         |
| 1965-66 | ?           | ?                   | ?         |
| 1966-67 | ?           | ?                   | ?         |
| 1967-68 | ?           | ?                   | ?         |
| 1968-69 | ?           | ?                   | ?         |
| 1969-70 | ?           | ?                   | ?         |
| 1970-71 | ?           | ?                   | ?         |
| 1971-72 | ?           | ?                   | ?         |
| 1972-73 | ?           | ?                   | ?         |
| 1973-74 | ?           | ?                   | ?         |
| 1974-75 | ?           | ?                   | ?         |
| 1975-76 | ?           | ?                   | ?         |
| 1976-77 | ?           | ?                   | ?         |
| 1977-78 | ?           | ?                   | ?         |
| 1978-79 | ?           | ?                   | ?         |
| 1979-80 | ?e T.R      | ?                   | ?         |
| 1980-81 | ?           | ?                   | ?         |
| 1981-82 | ?           | ?                   | ?         |
| 1982-83 | ?           | ?                   | ?         |
| 1983-84 | ?           | ?                   | ?         |
| 1984-85 | ?           | ?                   | ?         |
| 1985-86 | ?           | ?                   | ?         |
| 1986-87 | ?           | ?                   | ?         |
| 1987-88 | 1/32 finale | ASUC-INA El-Harrach | 2-1       |
| 1988-89 | ?           | ?                   | ?         |
| 1989-90 | Non jouée   | Non jouée           | Non jouée |
| 1990-91 | ?           | ?                   | ?         |
| 1991-92 | ?           | ?                   | ?         |
| 1992-93 | Non jouée   | Non jouée           | Non jouée |
| 1993-94 | 1/32 finale | USM Khenchela       | 3-1       |
| 1994-95 | ?           | ?                   | ?         |
| 1995-96 | ?           | ?                   | ?         |
| 1996-97 | ?           | ?                   | ?         |
| 1997-98 | ?           | ?                   | ?         |
| 1998-99 | 1/16 finale | WA Tlemcen          | 1-0       |
| 1999-00 | ?           | ?                   | ?         |

| Saison  | Tour             | Matchs              | Résultats     |
| ------- | ---------------- | ------------------- | ------------- |
| 2000-01 | ?                | ?                   | ?             |
| 2001-02 | 1/64 finale      | OMR El Anasser      | ?             |
| 2002-03 | Avant dernier TR | CRB Dar El Beida    | 1-0           |
| 2003-04 | Avant dernier TR | CRB Bordj El Kiffan | 4-1           |
| 2004-05 | Avant dernier TR | RC Kouba            | 4-0           |
| 2005-06 | 1/64 finale      | USM El Harrach      | 4-1           |
| 2006-07 | 1/64 finale      | RC Kouba            | 1-0 a.p       |
| 2007-08 | ?                | ?                   | ?             |
| 2008-09 | ?                | ?                   | ?             |
| 2009-10 | ?                | ?                   | ?             |
| 2010-11 | ?                | ?                   | ?             |
| 2011-12 | ?                | ?                   | ?             |
| 2012-13 | ?                | ?                   | ?             |
| 2013-14 | ?                | ?                   | ?             |
| 2014-15 | ?                | ?                   | ?             |
| 2015-16 | ?                | ?                   | ?             |
| 2016-17 | ?                | ?                   | ?             |
| 2017-18 | ?                | ?                   | ?             |
| 2018-19 | ?                | ?                   | ?             |
| 2019-20 | ?                | ?                   | ?             |
| 2020-21 | Non jouée        | Non jouée           | Non jouée     |
| 2021-22 | Non jouée        | Non jouée           | Non jouée     |
| 2022-23 | Dernier TR       | JS Azzazga          | 0-0 t.a.b     |
| 2023-24 | 1/4 finale       | CS Constantine      | 0-0 t.a.b 5-4 |
| 2024-25 |                  |                     |               |

### Statistiques de participation aux tours qualificatifs
L'ESBA à participer en 55 édition, éliminé au tours régionale - fois et atteint les tours finale - fois. 
| Édition | 1er tour | 2e tour | 3e tour | 4e tour | 64e de finale | 32e de finale | 16e de finale | 8e de finale | Quart de finale | Demi-finale | Finale | Champion |
| ------- | -------- | ------- | ------- | ------- | ------------- | ------------- | ------------- | ------------ | --------------- | ----------- | ------ | -------- |
| 55      | 00       | 00      | 00      | 00      | 00            | 02            | 00            | 00           | 00              | 00          | 00     | 00       |

### Effectif professionnel actuel
Mise à jour:5 février 2024